# يوزيف بروجينسكي
يوزيف بروجينسكي (بالبولندية: Józef Brudziński)‏ هو طبيب أطفال بولندي ولد في 26 يناير 1874 في قرية بوليفو (في مقاطعة ملافا حاليا) وتوفي في 18 ديسمبر 1917 في وارسو.

## مسيرته العملية
درس الطب من 1891 إلى 1894 في جامعة تارتو في مدينة تارتو في إستونيا حاليا وكذلك في جامعة موسكو الحكومية في موسكو، ثم انتقل إلى كراكوف في عام 1897 حيث تدرب على طب الأطفال. انتقل لاحقا للعمل في غراتس مع ثيودور إيشيرش، ثم إلى باريس للعمل مع الأطباء جاك جوزيف غرانشيه وأنطوان مارفان وفيكتور هنري هوتينيل.
في عام 1903، مارس الطب في مستشفى آن-ماري للأطفال في وودج، ثم انتقل في عام 1910 إلى وارسو حيث صمم مستشفى للأطفال بمساعدة من فاعلة الخير صوفي شلنكر [البولندية].
كما ساهم في إنشاء جامعة وارسو، والتي صار رئيسها في عام 1915.

## المساهمات العلمية
من مساهماته العلمية تأسيس أول مجلة بولندية في طب الأطفال في عام 1908، وتحمل عنوان Przegląd Pediatryczny.
كما يذكر يوزيف بروجينسكي بسبب أعماله في مجال الوقاية من الأمراض المعدية في الأطفال، وكذلك دراسات حول العلامات والأعراض العصبية المرتبطة بالتهاب السحايا. وقد منح اسمه إلى علامات طبية هي:
- علامة خد بروجينسكي
- علامة بروجينسكي الارتفاقية
- علامة رقبة بروجينسكي
- منعكس بروجينسكي

## وفاته
توفي في 18 ديسمبر 1917 بسبب التهاب الكلى الذي ظهرت معه مضاعفات يوريمية. دفن في مقبرة العائلة في ميكوفاييف قرب سكوتنيكي.